# Sharknado 2: The Second One
Série Sharknado
Sharknado
(2013) Sharknado 3: Oh Hell No!
(2015)
Pour plus de détails, voir Fiche technique et Distribution.
Sharknado 2: The Second One, ou Sharknado 2 : Le Second au Québec, est un téléfilm américain de science-fiction diffusé le 30 juillet 2014 sur la chaîne Syfy et sur Space. Il s'agit de la première suite du film Sharknado.

## Synopsis
Lorsque Fin et April se rendent à New York pour la promotion de leur livre qui raconte ce qui s'est passé à Los Angeles (des tornades contenant des requins s'abattant sur la ville), un dérèglement climatique touche la ville, amenant à la formation de tornades et par la même occasion, à l'arrivée des requins. Fin et April savent justement ce qu'il convient de faire dans cette situation.

## Fiche technique
Sauf indication contraire, les informations mentionnées dans cette section peuvent être confirmées par la base de données cinématographiques IMDb,  présente dans la section « Liens externes ».
- Titre original et français : Sharknado 2 : The Second One
- Titre québécois : Sharknado 2 : Le Second
- Réalisation : Anthony C. Ferrante
- Scénario : Thunder Levin
- Direction artistique : Randy Hartwig
- Décors : Mary Plain, Penelope Rene Stames
- Costumes : Kama K. Royz
- Musique : Chris Ridenhour, Chris Cano
- Production : David Michael Latt
  - exécutive : Dylan Vox, Devin Ward
  - déléguée : David Rimawi
  - associée : Chris Regina, Thomas P. Vitale
  - coproduction : Paul Bales, David L. Garber
- Société(s) de production : The Asylum
- Société(s) de distribution : 
  - France : Free Dolphin Entertainment
  - Belgique : Syfy
  - Canada : The Asylum
- Pays d’origine :  États-Unis
- Langue originale : anglais
- Format : couleur - son Dolby Digital
- Genre : science-fiction, horreur, catastrophe
- Durée : 95 minutes
- Dates de sortie :
  -  États-Unis : 21 août 2014[4]
  - Canada / France / Belgique : 30 juin 2014 (Canada), 31 juillet 2014

## Distribution
- Ian Ziering (VF : Christophe Seugnet) : Fin Shepard
- Tara Reid (VF : Marie Gamory) : April Wexler
- Vivica A. Fox : Skye
- Mark McGrath (VF : Jean-Pierre Leblan) : Martin Brody
- Kari Wuhrer (VF : Catherine Collomb) : Ellen Brody
- Courtney Baxter (VF : Clara Soares) : Mora Brody
- Dante Palminteri (VF : Adrien Solis) : Vaughn Brody
- Judd Hirsch (VF : Mathieu Rivolier) : Ben
- Kurt Angle : Chef des pompiers de la ville de New York

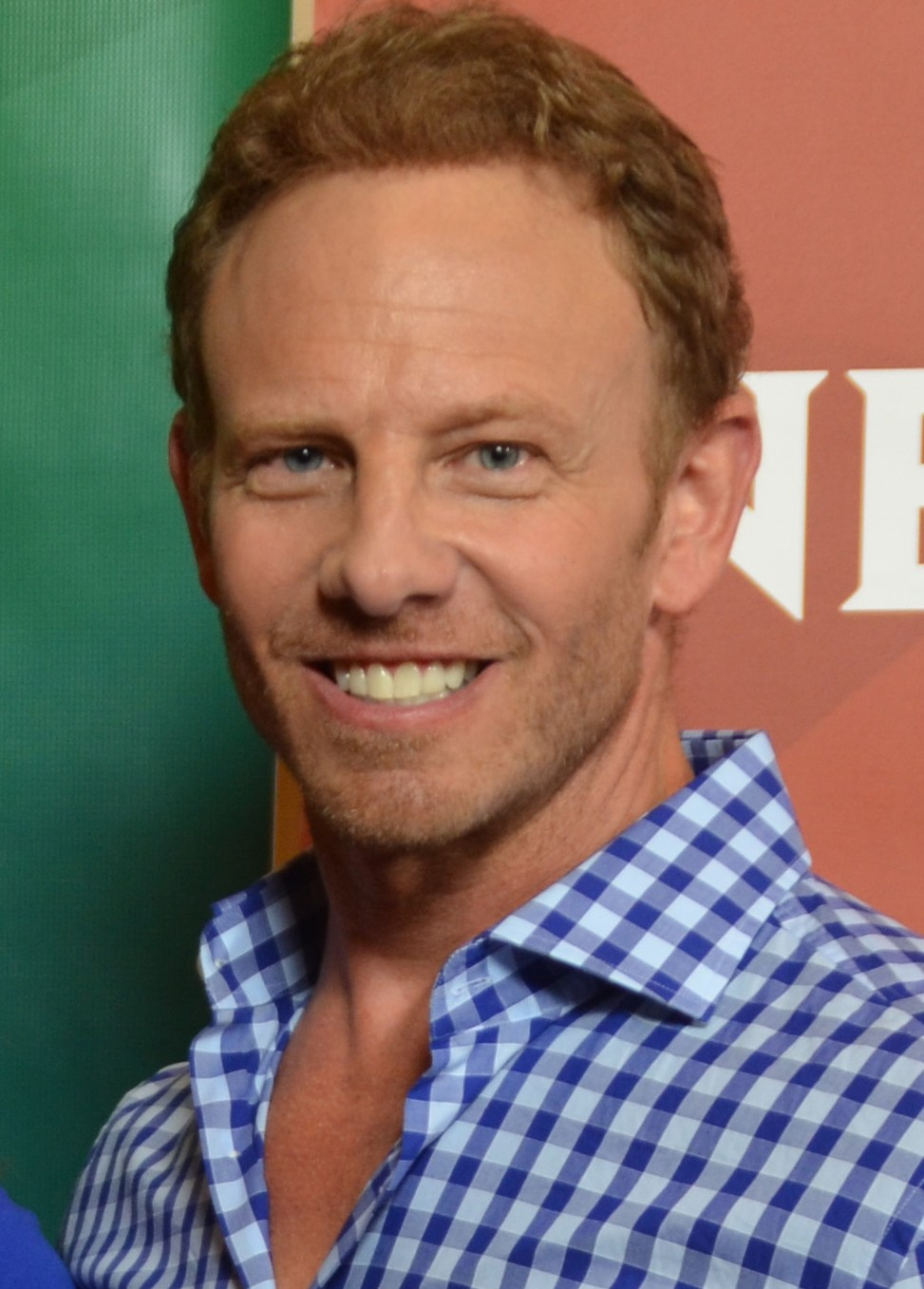
Ian Ziering interprète Fin Shepard.
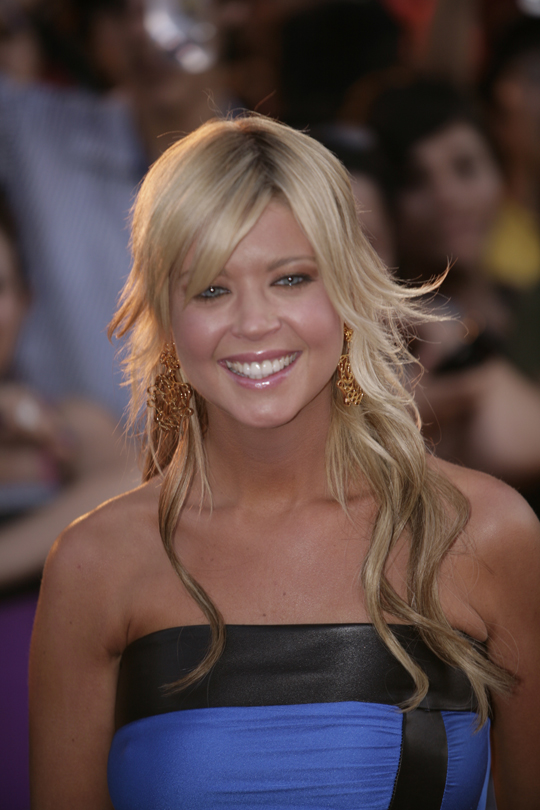
Tara Reid interprète April Wexler.
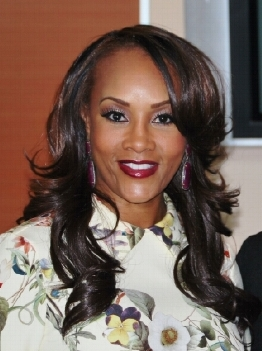
Vivica A. Fox interprète Skye.
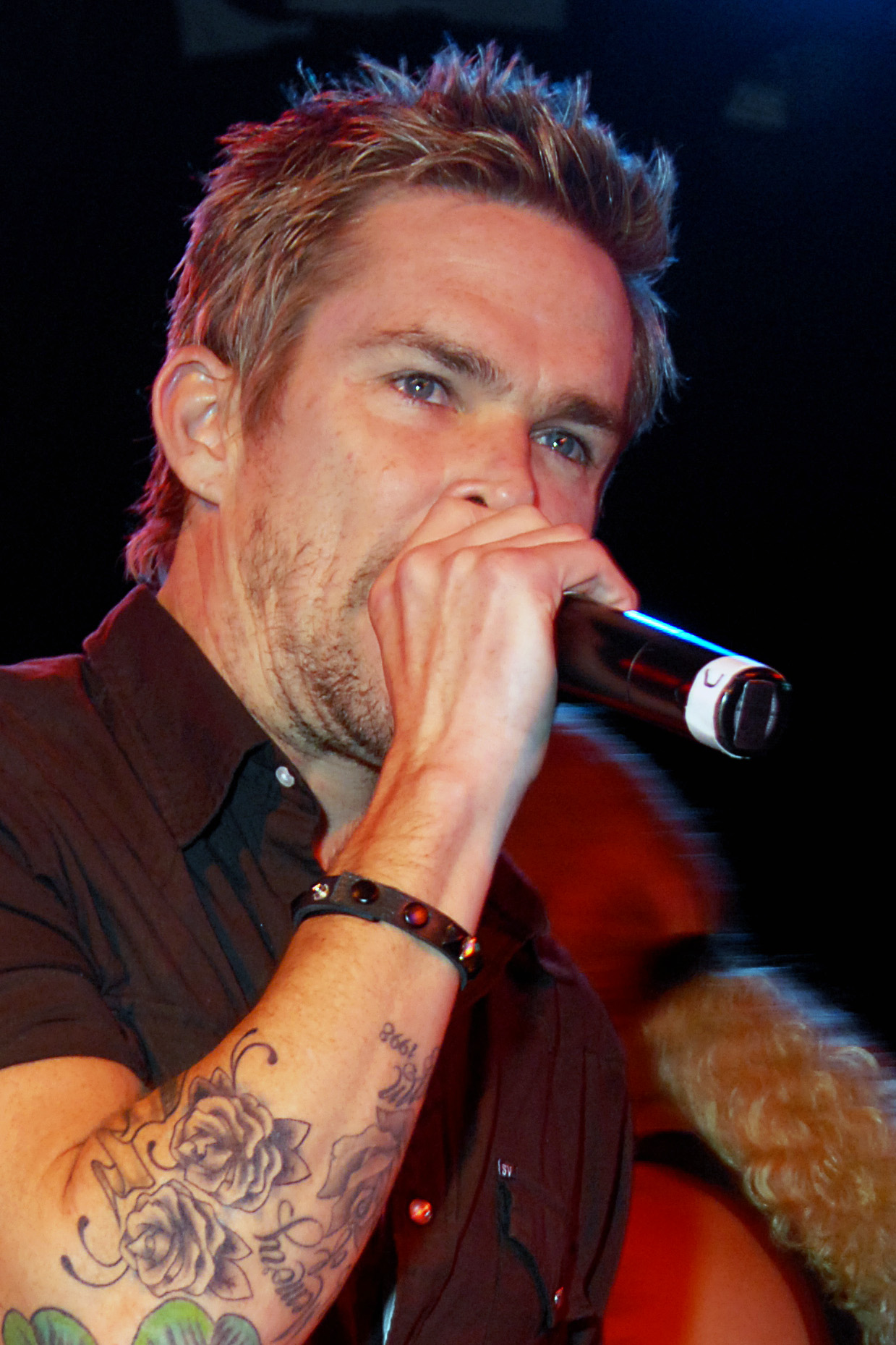
Mark McGrath interprète Martin Brody.
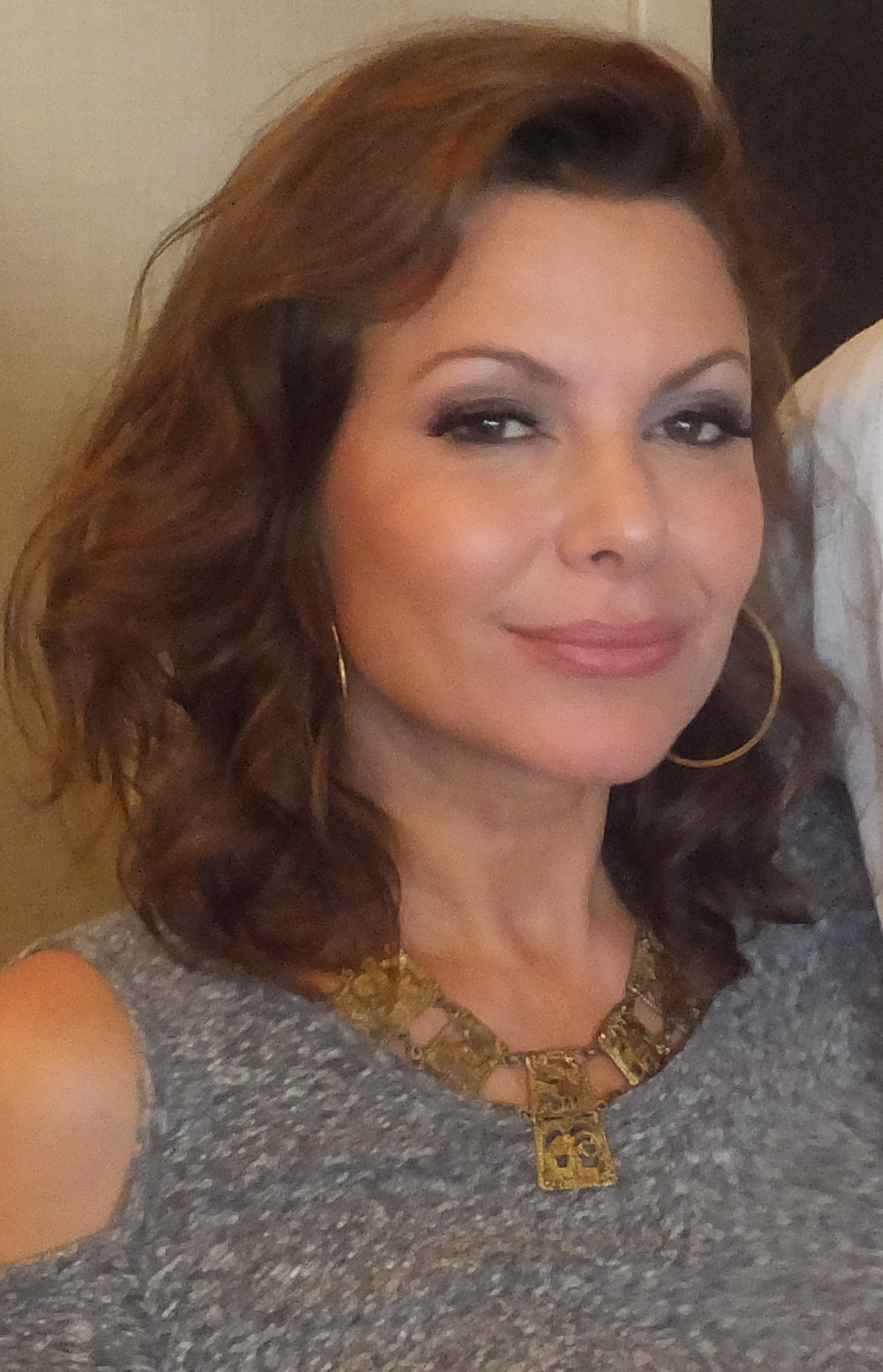
Kari Wuhrer interprète Ellen Brody.

## Production

### Tournage
Le film, comme le précédent, a été tourné dans la ville de Los Angeles, en Californie. La ville de Buffalo et de New York (toutes les deux situées dans l'État de New York) ont servi de lieu de tournage.

### Bande originale
La bande originale est composée par Chris Ridenhour et Chris Cano. Elle est sortie le 14 octobre 2014 sur le label Lakeshore Records. Les deux compositeurs sont connus pour avoir composé les musiques de nombreux films catastrophe.
Liste des titres
| 1.    | Fin in the Clouds      | 12:15 |
| 2.    | Calm before the Storm  | 1:44  |
| 3.    | Storm is Coming        | 3:15  |
| 4.    | The Call and Goodbye   | 2:14  |
| 5.    | Cab Ride               | 0:55  |
| 6.    | Home Run               | 0:23  |
| 7.    | Tastes Like Chicken    | 1:09  |
| 8.    | The Blaster            | 2:50  |
| 9.    | Stadium Attack         | 3:25  |
| 10.   | Tunnels and Attack     | 1:32  |
| 11.   | Shark and Gator        | 1:14  |
| 12.   | The Subway             | 2:53  |
| 13.   | The End Is Near        | 2:38  |
| 14.   | Taking Out the Garbage | 2:06  |
| 15.   | Weather Reports        | 2:05  |
| 16.   | Shark Pizza            | 0:57  |
| 17.   | Hospital Escape        | 1:50  |
| 18.   | Jumping the Sharks     | 4:14  |
| 19.   | Elevator and Bike Run  | 2:37  |
| 20.   | Falling Sharks         | 2:38  |
| 21.   | Samurai Sharks         | 5:44  |
| 22.   | The Big Ending         | 15:25 |
| 76:15 |                        |       |

## Accueil
Le film a été vu par environ 3,9 millions de téléspectateurs lors de sa première diffusion américaine.

## Diffusion et sortie
Après sa diffusion à la télé, le film a été diffusé aux États-Unis pendant une nuit au cinéma le 21 août 2014.
Le film a été diffusé dans de nombreux pays sur la chaîne SyFy (en France, Belgique, Australie…) dès le 31 juillet 2014. La première sortie en DVD du film a eu lieu aux Pays-Bas le 4 décembre 2014. Le film est aujourd'hui également disponible dans la plupart des pays d'Europe de l'Ouest (France, Belgique, Espagne, Portugal, Allemagne, Suède), mais aussi aux États-Unis et au Brésil.
Le film est également disponible sur la plateforme de diffusion en ligne Netflix dans de très nombreux pays.